# Giuseppe Compagnone
Giuseppe Compagnone detto Pippo (Grammichele, 6 marzo 1957) è un politico italiano.
Dal 15 dicembre 2017 è deputato all'Assemblea Regionale Siciliana.

## Biografia

### Attività politica
Già esponente dell'Unione di Centro, nel 2005 aderisce al neonato Movimento per le Autonomie di Raffaele Lombardo, divenendone successivamente esponente di spicco.

#### Sindaco di Grammichele
Alle elezioni amministrative del 2003 è eletto per una prima volta sindaco di Grammichele con il 61%, sostenuto da una coalizione di centro-destra composta da UDC, FI, AN e due liste civiche.
Alle successive amministrative del 2008 è rieletto, con il 55,20% dei consensi, sindaco di Grammichele, sempre all'interno di una coalizione di centro-destra composta da PdL, MpA, UDC e tre liste civiche, terminando il mandato il 13 giugno 2013.

#### Elezione a senatore
Grazie ad un accordo tra MpA e PdL alle elezioni politiche del 2013 viene eletto al Senato della Repubblica, in virtù della candidatura nelle liste del Popolo della Libertà in regione Campania.
In Senato, assieme all'altro senatore dell'MpA Antonio Scavone, si iscrive, al gruppo parlamentare di centro-destra Grandi Autonomie e Libertà.
Il 29 luglio 2015 abbandona il gruppo GAL per aderire ad Alleanza Liberalpopolare-Autonomie, gruppo parlamentare nato per sostenere il governo Renzi.

#### Deputato all'Assemblea Regionale Siciliana (2017-)
Alle elezioni regionali Siciliane del 5 novembre 2017 si candida all'ARS, coma capolista di Popolari e Autonomisti (lista espressione dell'MpA, a sostegno del candidato unitario di centro-destra Nello Musumeci), in provincia di Catania. Viene eletto deputato regionale con 5.600 preferenze. Pertanto il 23 dicembre 2017 si dimette per incompatibilità dalla carica di senatore; gli subentra Mario D'Apuzzo.
Il 29 dicembre 2017 viene eletto Presidente della Commissione Unione Europea dell'ARS.
Alle regionali del 2022 si ricandida come capolista di Popolari e Autonomisti nella provincia di Catania.